# Nowa Zelandia na Mistrzostwach Świata w Lekkoatletyce 2017
Nowa Zelandia na Mistrzostwach Świata w Lekkoatletyce 2017 – reprezentacja Nowej Zelandii podczas mistrzostw świata w Londynie liczyła 12 zawodników, którzy zdobyli 1 medal.

## Zdobyte medale
| Medal | Zawodnik    | Konkurencja    | Rezultat | Data       |
| ----- | ----------- | -------------- | -------- | ---------- |
| złoto | Tomas Walsh | pchnięcie kulą | 20,03    | 6 sierpnia |

## Skład reprezentacji
Mężczyźni
| Zawodnik       | Konkurencja           | Pre-eliminacje | Pre-eliminacje | Eliminacje | Eliminacje | Półfinał | Półfinał | Finał    | Finał   |
| Zawodnik       | Konkurencja           | Rezultat       | Pozycja        | Rezultat   | Pozycja    | Rezultat | Pozycja  | Rezultat | Pozycja |
| -------------- | --------------------- | -------------- | -------------- | ---------- | ---------- | -------- | -------- | -------- | ------- |
| Joseph Millar  | bieg na 100 metrów    | 10,29          | 7. Q           | 10,31      | 33.        | NQ       | NQ       | NQ       | NQ      |
| Joseph Millar  | bieg na 200 metrów    | —              | —              | 20,97      | 39.        | NQ       | NQ       | NQ       | NQ      |
| Nick Willis    | bieg na 1500 metrów   | —              | —              | 3:42,75    | 16. Q      | 3:38,68  | 6. q     | 3:36,82  | 8.      |
| Zane Robertson | bieg na 10 000 metrów | —              | —              | —          | —          | —        | —        | 27:48,59 | 16.     |
| Quentin Rew    | chód na 50 km         | —              | —              | —          | —          | —        | —        | 3:46:29  | 12.     |

| Zawodnik            | Konkurencja    | Kwalifikacje | Kwalifikacje | Finał | Finał   |
| Zawodnik            | Konkurencja    | Wynik        | Pozycja      | Wynik | Pozycja |
| ------------------- | -------------- | ------------ | ------------ | ----- | ------- |
| Jacko Gill          | pchnięcie kulą | 20,96        | 5. Q         | 20,82 | 9.      |
| Tomas Walsh         | pchnięcie kulą | 22,14        | 1. Q         | 22,03 | złoto   |
| Marshall Hall       | rzut dyskiem   | 56,64        | 30.          | NQ    | NQ      |
| Ben Langton-Burnell | rzut oszczepem | 76,46        | 24.          | NQ    | NQ      |

Kobiety
| Zawodniczka     | Konkurencja           | Eliminacje | Eliminacje | Półfinał | Półfinał | Finał    | Finał   |
| Zawodniczka     | Konkurencja           | Rezultat   | Pozycja    | Rezultat | Pozycja  | Rezultat | Pozycja |
| --------------- | --------------------- | ---------- | ---------- | -------- | -------- | -------- | ------- |
| Angie Petty     | bieg na 800 metrów    | 2:01,76    | 21.        | NQ       | NQ       | NQ       | NQ      |
| Camille Buscomb | bieg na 5000 metrów   | 15:40,41   | 30.        | —        | —        | NQ       | NQ      |
| Camille Buscomb | bieg na 10 000 metrów | —          | —          | —        | —        | 33:07,53 | 30.     |

| Zawodniczka     | Konkurencja   | Kwalifikacje | Kwalifikacje | Finał | Finał   |
| Zawodniczka     | Konkurencja   | Wynik        | Pozycja      | Wynik | Pozycja |
| --------------- | ------------- | ------------ | ------------ | ----- | ------- |
| Eliza McCartney | skok o tyczce | 4,50         | 12. q        | 4,55  | 9.      |
| Julia Ratcliffe | rzut młotem   | 64,72        | 26.          | NQ    | NQ      |